# Орієнтальна кішка
Орієнтальна, Східна короткошерста орієнтальна (англ. Oriental, ORI)  — порода кішок, що виникла завдяки схрещуванню сіамських, які дали їм свій тип, з іншими короткошерстими (переважно європейськими), які дали розмаїтість варіацій забарвлення. Для одержання забарвлення із крапом кішок схрещували з перськими шиншилами.

## Історія
Офіційно порода визнана в 1958 році. Найпершим був різновид кішок з коричневим забарвленням Гавана, який донині залишається одним з найпоширеніших. Порода була визнана FIFE у 1972 році, а фелінологічними організаціями інших країн — у 1977 році. Орієнтальні кішки дуже популярні й широко представлені на виставках.

## Характер
Орієнтальні кішки дуже рухливі, активні, грайливі, допитливі. Невибагливі, легко дресируються. Добре уживаються з іншими тваринами. Мають неприборкану енергію і допитливість. Погано зносять самотність. Чудові мисливці.

## Особливості розмноження
Орієнтальні кішки дуже плідні. Потомство можуть приносити двічі на рік. У потомстві — 5-6 (до 10) кошенят. Народжуються кошенята із забарвленням, що зберігається й у дорослих тварин.

## Зовнішній вигляд
Орієнтальні кішки — дуже стрункі, гнучкі, витончені тварини. Тіло довге, струнке, мускулясте, тонкокістне. Плечі й стегна продовжують легкі лінії тіла. Стегна не повинні бути ширшими, ніж плечі. Живіт підтягнутий. Самці трохи більші, ніж самки. Кінцівки довгі, тонкі, прямі, міцні, пропорційні до тіла. Задні довші, ніж передні. Лапи маленькі, акуратні, овальної форми. Хвіст довгий, тонкий біля основи, сходить у конус, без заломів.
Голова невелика, у вигляді довгого тонкого клина, у хороших пропорціях до тіла. Клин має вигляд трикутника, утвореного двома прямими лініями, які йдуть від кінчика носа й до кінчиків вух без зламів в області вібрис. Череп плаский. У профіль лінія чола й спинки носа утворюють пряму лінію. Між очима не повинно бути западини. Ніс довгий, прямий. Морда витончена, клиноподібної форми. Підборіддя розвинене. Вуха великі, насторожені, широкі біля основи, продовжують лінію клина, загострені на кінчиках. Колір очей соковито-зелений. Очі мигдалеподібної форми, середнього розміру, не опуклі, ясні, блискучі, виразні. Косоокість неприпустима. Шия довга, струнка.
Хутро коротке, тонке, густе, блискуче, щільно прилягає до тіла.

### Забарвлення
Забарвлення хутра допускається будь-яке: суцільне або табі. При суцільному забарвленні колір повинен бути однакової інтенсивності, як по всій довжині кожного волоска, так і загалом від носа до кінчика хвоста.

## Світлини

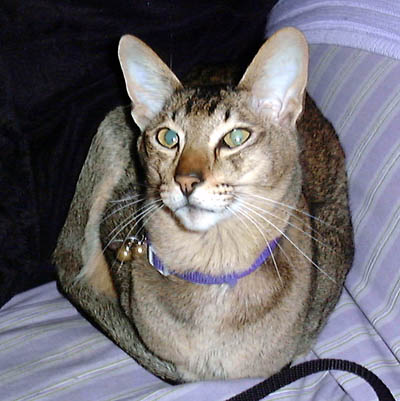
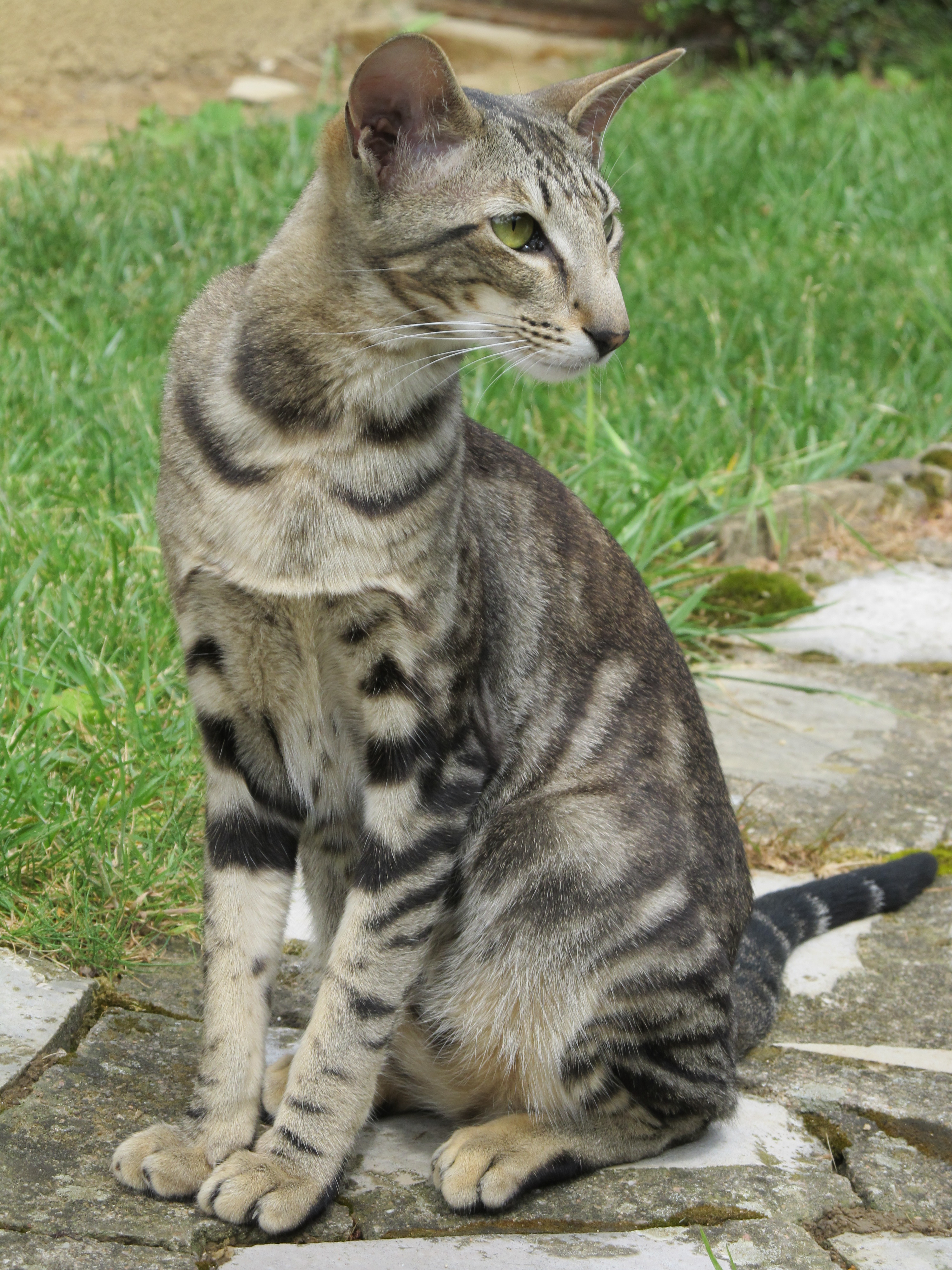
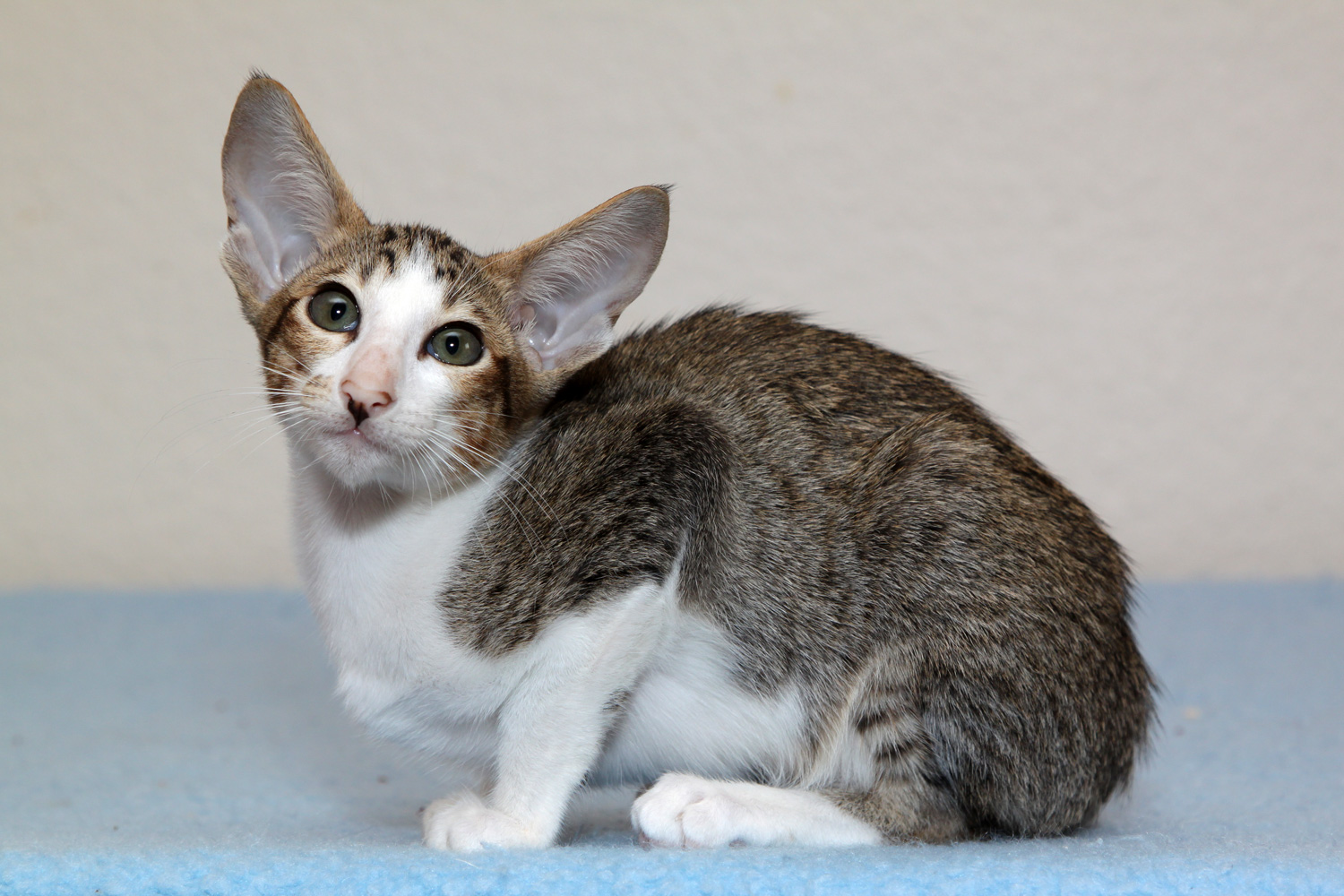
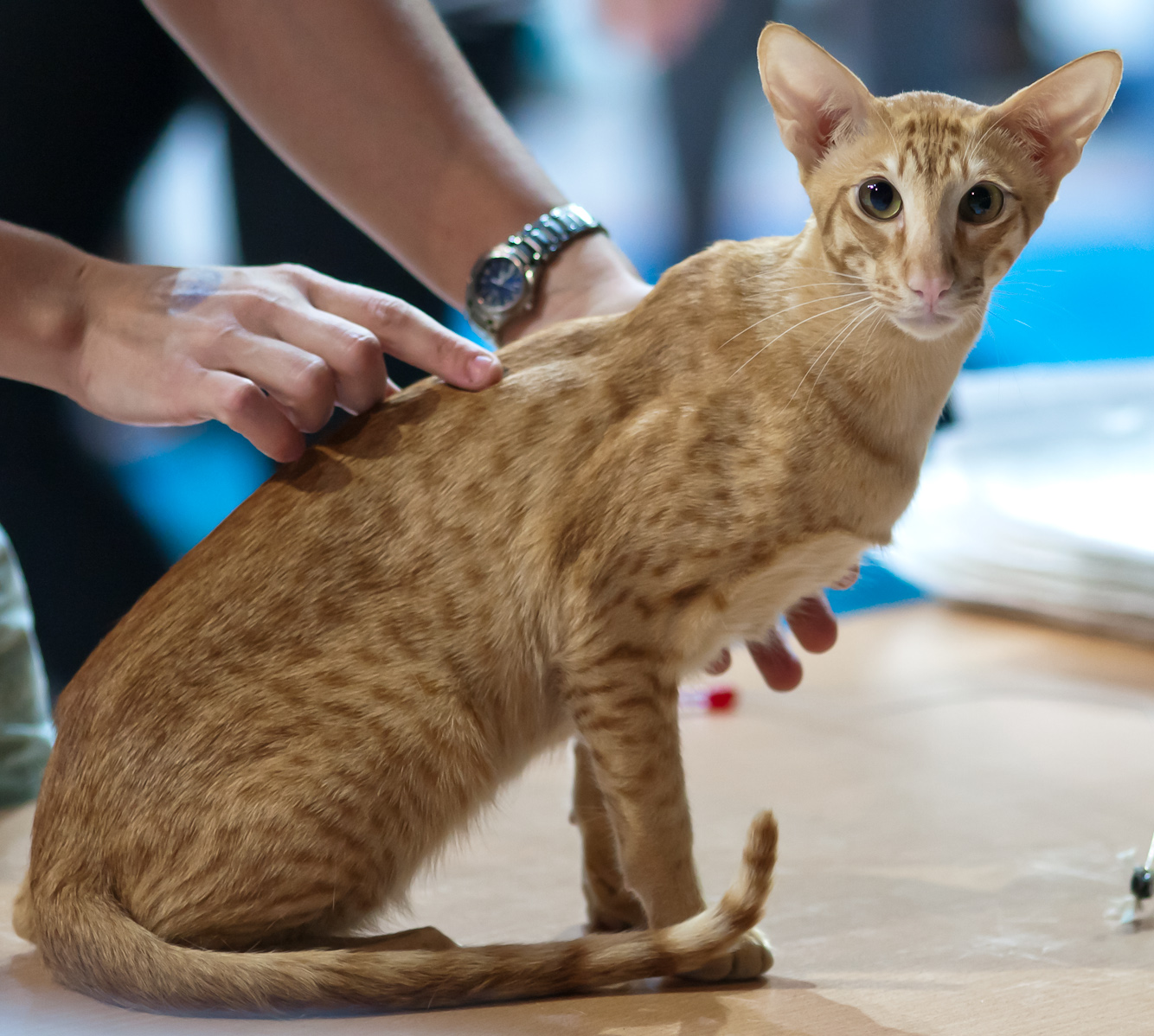
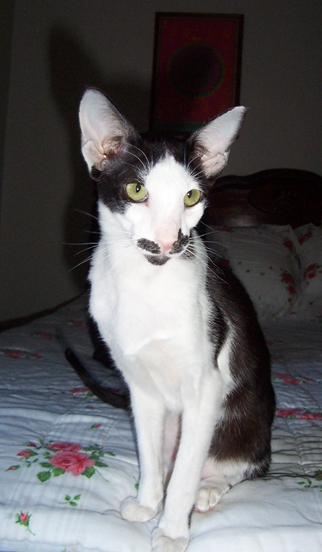
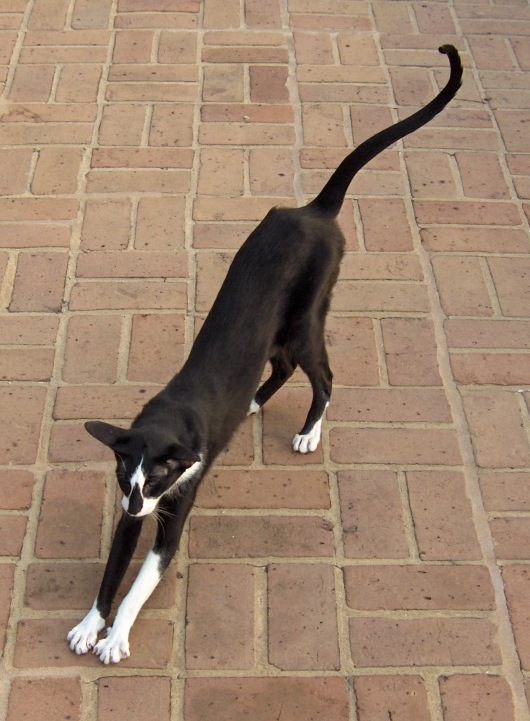